# Municipio de San Juan Bautista Coixtlahuaca
El municipio de San Juan Bautista Coixtlahuaca (en chocho: Ngi Inche o  Inguinche o Yuguinche; en mixteco: Yodzocoo; en náhuatl: Cōāīxtlahuacān ) es uno de los 570 municipios que conforman al estado mexicano de Oaxaca. Pertenece al distrito de Coixtlahuaca dentro de la región mixteca. Su cabecera es la localidad homónima.
Se ubica entre los paralelos 17°38′ y 17°49′ de latitud norte; los meridianos 97°9′ y 97°25′ de longitud oeste; altitud entre 2 000 y 2 900 m de altitud. Colinda al norte con los municipios de San Miguel Tequixtepec y Santa María Ixcatlán; al este con los municipios de Santa María Ixcatlán, San Miguel Huautla, Santiago Apoala y San Miguel Chicahua; al sur con los municipios de San Miguel Chicahua, San Bartolo Soyaltepec, Santa María Nativitas y San Juan Teposcolula; al oeste con los municipios de Villa Tejúpam de la Unión, San Cristóbal Suchixtlahuaca y San Miguel Tequixtepec. Ocupa el 0.30% de la superficie del estado.

## Toponimia
El nombre del municipio proviene del náhuatl Cōāīxtlahuacān: coatl-serpiente, víbora o culebra; ixtlahuatl- llanura; ca- en , lo que se traduce como ‘En el llano de las serpientes’.  Este nombre le fue dado por los Aztecas al señorío de los runixa ngiigua incluso antes de su conquista en en 1458. Después de eso el nombre se oficializó dentro del imperio mexica y ese fue el nombre que adaptaron los españoles al pacificar la región en 1522. 
Los runixa ngiigua llamaban a su capital  Inguiteria (Actualmente Nguichee o Yuguinche o Inguinche) cuyo significado es el mismo "llano de serpientes"; mismo significado que tiene la palabra Yodzocoo con la que los vecinos mixtecos nombraban al lugar. 
El origen del nombre se debe a la abundancia de víboras de cascabel y culebras, principalmente al norte de la población en los matorrales y chaparrales de la zona, actualmente estos están restringidos a zonas montañosas y laderas, pero antaño cubrían extensas zonas del Valle de Coixtlahuaca, lo que proporcionaba un hábitat idóneo para estos reptiles.

## Historia

### Prehistoria
Se tiene constancia que hace miles de años prácticamente la totalidad del municipio e incluso el distrito estuvo sumergida bajo el mar. Prueba de ello son los fósiles encontrados en la comunidad de La Estancia, en un paraje conocido como Santuario Marino, donde es posible encontrar caracoles petrificados sobre la roca en un área considerable. Es posible también encontrar conchas petrificadas y otros invertebrados desconocidos. El lugar lleva este nombre debido a los fósiles petrificados que se encontraron en este sitio; aunque en otros lugares de la misma comunidad igual se pueden encontrar dichos restos fosilizados, es aquí en donde se encuentran con mayor notoriedad y número.  
El lugar fue resguardado hace apenas unos cuantos años, y aunque los mismos habitantes ya tenían conocimiento  de la existencia de estas rocas con restos fosilizados, no fueron ellos quienes difundieron la noticia del hallazgo, sino que esta difusión se dio a través de un grupo de estudiantes  visitantes, quienes al percatarse ocurrieron llevándose algunas piezas. Desde este hecho el área se ha protegido de tal manera que se pueda ser visitado y al mismo tiempo resguardado debido a la importancia y significado del lugar. Fósiles similares se pueden encontrar en las comunidades de Puerto Mixteco, municipio de Tepelmeme y San Antonio Acutla.  

### Época prehispánica
La zona de Coixtlahuaca estuvo poblada desde épocas anteriores a la conquista española. Los valles de Coixtlahuaca y Tamazulapan fueron áreas fértiles y con abundancia de agua que sostuvieron importantes poblaciones humanas y que contribuyeron desde épocas tempranas a la domesticación del maíz y la creación del sistema milpa.  No se tiene conocimiento de la historia de las poblaciones anteriores al posclásico tardío.  
Durante la llamada época posclásica tardía (1250-1520 d. C.), la ciudad de Inguiteria (que cubrió gran parte del valle de Coixtlahuaca) se desarrolló hacia uno de los centros económicos principales del suroeste de México. La ciudad de Inguiteria se considera una capital relativamente nueva ya que Coixtlahuaca tuvo asentamientos anteriores aunque quizá el sitio del Posclásico Tardío se fundó tan solo 200 años antes de la conquista española. El conjunto arquitectónico de Inguiteria, aunque no está bien conservado como los palacios de Mitla y carece de la monumentalidad de Monte Albán o la ambición imperial de Tenochtitlan en su tiempo estivo a la par de otras capitales oaxaqueñas del posclásico.   
La ubicación de esta gran ciudad, de unos 15 mil habitantes y de hasta 300 hectáreas del valle, entre los llanos poblanos del centro de México y las serranías de la Mixteca, la convirtió en un puerto de comercio, en donde se reunieron y trocaron productos exóticos de regiones distantes. A mediados del siglo XV, este gran mercado fue controlado por el rey Atonaltzin, un descendiente de un prestigiado linaje de orígenes toltecas. Coixtlahuaca fue un pueblo multiétnico, habitado por chochos y mixtecos. Además del chocho y otras lenguas mixtecas, el náhuatl fue utilizado como lengua franca. El Estado también ejercía poder sobre los cuicatecanos.
Conscientes de la ubicación estratégica de Coixtlahuaca, los aztecas atacaron el reino en 1458 d. C. De acuerdo a la bibliografía, conquistar el reino de Atonaltzin representó todo un reto para los aztecas pues cuando Moctezuma Ihuilcamina determinó responder al desafío de Atonaltzin de Coixtlahuaca ese rey azteca tuvo que llamar a todos sus aliados y agregar el ejército y el equipo logístico más grande en la historia de su joven alianza imperial, porque iba a confrontar a un enemigo que también encabezaba un estado poderoso con muchos aliados y una gran base demográfica.
Después de algunos años de asaltos, Motecuhzoma venció y mató a Atonaltzin, llevándose de regreso un buen número de cautivos para ser sacrificado en la capital azteca. Los aztecas dieron gran importancia a esta conquista y sus relatos históricos contienen extensas versiones de este evento (Duran 1984, tomo II, cap. XXII y XXIII; Torquemada 1986, libro II, cap. XLVIII; Anales de Cuauhtitlan 1975, pár. 189 y 238). 
Durante la dominación azteca, Coixtlahuaca mantuvo su estatus de importante centro comercial en el cual se intercambiaban productos provenientes de la tierra caliente, las llanuras del Pacífico, las sierras y los valles centrales de Oaxaca así como de la costa del golfo de México.  Es posible que los canales de comercio cambiaran a favor del flujo de bienes hacia el centro de México. La conquista inicial de Coixtlahuaca, Huaxyacac y los otros señoríos oaxaqueños, junto con la sostenida capacidad de emplear la fuerza militar contra los revoltosos, sin duda causaron dolor y sufrimiento, de lo cual no contamos con muchos indicios físicos, pero se puede comprobar a través de las breves frases escritas en los documentos y en la compasiva imaginación. El efecto estructural del Imperio azteca en las provincias o por lo menos en Oaxaca es casi imperceptible.  Los reyes aztecas tenían el poder para ejercer la matanza militar ritual y extraer sus cosas brillantes y luminosas, pero después de sesenta años en las provincias oaxaqueñas no lograron alterar la economía política local. Sus demandas de tributo no reorganizaron la sociedad de esa provincia que ya era rica y densamente poblada.  
Ni la fuerza violenta de sus armas ni las amenazas de sacrificio corporal en las piedras de Tenochtitlan fueron capaces de desorganizar a la sociedad indígena. Al final, los instrumentos de control, como la fuerza de armas y las ejecuciones, resultaron crudos, efímeros e insuficientes frente a una extensa masa demográfica y una economía tan desarrollada como la de Oaxaca y otras sociedades en la Mesoamérica posclásica.

### Conquista española
Pocos años después, en 1520, la región sufrió la invasión europea. El valle fue pacificado en 1522 por el extremeño Andrés de Tapia, quien acudió a sofocar uno de los levantamientos acontecidos entre las provincias confederadas y sujetas a la Triple Alianza al calor de las noticias de la muerte de Moctezuma en junio de 1520 y de la huida de Hernán Cortés de Tenochtitlan. En este contexto, los señores del área de Coixtlahuaca habían acudido en un primer momento a Izúcar para presentarse como vasallos ante Cortés, pero luego se unieron a la sublevación que fue finalmente reprimida.
Mientras el siglo XVI aún puede considerarse, a pesar de los horrores de la colonización, un periodo de gran florecimiento cultural, la marginalización económica de la población indígena en los siglos posteriores marcó el destino de la región. Además, desde tiempos antiguos el árido valle sufrió y sufre de una severa erosión y desertificación, dando estos elementos como resultado en la actualidad un muy elevado índice de migración de la fuerza de trabajo hacia otros lados.
Anteriormente, el valle albergó distintos grupos étnicos: durante el siglo XVI había hablantes del tu’un savi o mixteco, del nahuatl y del ngiwa o chocho. Esta última lengua, que aún persiste en algunos pueblos de la región, aunque en riesgo de desaparecer, es un pariente muy cercano de la lengua popoloca que se habla en el sur de Puebla. A partir de las últimas décadas del siglo XVI, y tras el impulso dado por los domínicos del convento de Santa María Tamazulapan, el ngiwa tuvo gran éxito como lengua escrita, pero al iniciarse el siglo XIX, esta tradición llegó a su fin. 
Antes de la introducción de esta escritura alfabética en ngiwa, los señores de Coixtlahuaca registraron sus orígenes, linajes y hazañas en la hermosa escritura pictográfica en uso en grandes partes del centro y suroeste de México durante la época posclásica. Por su carácter pictográfico, esta escritura resolvió de manera elegante la situación del polilingüismo. Hoy existen aún doce documentos pinta-dos en esta escritura, la mayoría elaborados en grandes telas de algodón a mediados del siglo XVI. Estas telas, llamadas « lienzos », contienen historias reales que a veces se remontan hasta el inicio de la época posclásica. Comúnmente, son vistos como « pruebas » o « defensas » elaboradas por los indígenas para ser presentadas ante la administración colonial. El contenido de este extraordinario grupo de documentos ha sido aclarado durante los últimos cincuenta años en varias publicaciones especializadas.
Los documentos pictográficos del valle de Coixtlahuaca son: los Lienzos de Tequixtepec I y II, el Lienzo de Tulancingo, el Lienzo de Nativitas, el Lienzo de Tlapiltepec, el Lienzo de Ihuitlán, el Lienzo de Coixtlahuaca, el Lienzo Seler II o de Coixtlahuaca II, el Lienzo A (una copia hecha alrededor de 1900 de un original perdido), el Códice Baranda, el Rollo Selden, el Fragmento Gómez de Orozco y el Lienzo de Aztatla.

#### El lienzo de Coixtlahuaca 1
El valle de Coixtlahuaca, situado al noroeste del actual estado de Oaxaca, es el origen de trece documentos pictográficos que nos permiten vislumbrar parte de la historia prehispánica y colonial temprana de los distintos pueblos asentados en esta región multiétnica en que se asentaron mixtecos, ngiwas o chochos y nahuas. Muchos de ellos son “lienzos”, grandes telas que plasman acontecimientos históricos, rememoran las genealógicas de los gobernantes y muestran el alcance territorial de los señoríos. Estos documentos pudieron ser elaborados para la legitimación de los derechos jurisdiccionales de los pueblos ante la administración española, lo cual representa una importante pieza en el engranaje que posibilitó la creación del orden colonial.
El valle fue pacificado en 1522 por el extremeño Andrés de Tapia, quien acudió a sofocar uno de los levantamientos acontecidos entre las provincias confederadas y sujetas a la Triple Alianza al calor de las noticias de la muerte de Moctezuma en junio de 1520 y de la huida de Hernán Cortés de Tenochtitlan. En este contexto, los señores del área de Coixtlahuaca habían acudido en un primer momento a Izúcar para presentarse como vasallos ante Cortés, pero luego se unieron a la sublevación que fue finalmente reprimida.
Uno de los importantes lienzos que nos permiten conocer la historia prehispánica y colonial temprana del valle es el de Coixtlahuaca I, el cual se resguarda en la Biblioteca Nacional de Antropología e Historia. En un amplio rectángulo de algodón (425 x 300 cm) compuesto por dieciséis fragmentos de lienzo, se da cuenta del establecimiento de los linderos de este señorío entre 1527 y 1552, acontecimiento que se acompaña de otras informaciones históricas y genealógicas legitimadoras. Hoy día predomina el color negro utilizado en el delineado de las figuras, pero todavía se pueden apreciar algunos rastros de tonalidades rojas y verdes rellenando el dibujo. El espacio representado supone un modelo cuadrangular de la distribución del mundo en cuatro zonas relacionadas con los puntos cardinales más un centro, el cual da cabida al glifo que representa la importante ciudad de Coixtlahuaca, que se ubicó en los términos del actual San Juan Bautista Coixtlahuaca.  Este enclave, situado en el axis mundi de la composición, contaba como dios tutelar a 9-Viento Quetzalcóatl.
La lectura ideográfica del glifo, el cual contiene en su interior dos palacios frente a los que se despliegan representaciones de genealogías, nos remite a la “Serpiente emplumada”; y la lectura fonética indica los nombres mixteco –Yodzocoo– y nahua –Coixtlahuaca– que significan “Llanura de Serpientes” (en mixteco, el tapete de plumas alude a yodzo, que expresa tanto “pluma” como “valle”). Desde este lugar central salen, marcados con las habituales huellas humanas descalzas, los principales once caminos del valle y se conectan con lugares marcados por sus glifos toponímicos y distintos personajes, algunos de los cuales, se encuentran en actitud beligerante. Esta información histórica refiere batallas sostenidas por Coixtlahuaca con comunidades vecinas en los tiempos prehispánicos, pero los abundantes glifos que encuadran la composición, dentro o fuera de una banda pintada con manchas de jaguar, proporcionarían el marco referencial espacial del señorío, al tratarse de los linderos establecidos durante la primera mitad del siglo XVI a partir de sucesivas visitas de jueces españoles. Un amplio río discurre en uno de los lados estrechos del lienzo: se trata del río Calapa, hasta donde se extendía el señorío por el norte.
En uno de los lados largos se representaron a españoles, con barbas y sombreros, a caballo portando varas de justicia, frente a señores indígenas acompañados por glifos que dan cuenta de sus nombres calendáricos. La escena representa cuatro visitas de jueces españoles anónimos en sucesión cronológica. Según Alfonso Caso y Sebastián van Doesburg, las visitas se llevaron a cabo en los años Ocho-Caña (1527) –cinco años después de la conquista del valle–, Diez-Conejo (1542), Doce-Pedernal (1544) y Siete-Pedernal (1552).
En síntesis, el Lienzo de Coixtlahuaca registra, por un lado, la extensión territorial del señorío prehispánico a través de las conquistas representadas próximas a la línea de linderos extrema, y, por otro, la confirmación de este territorio por parte de las autoridades españolas y la delimitación de mojoneras precisas representadas con glifos toponímicos.

## Geografía

### Topografía
El municipio abarca 282.53 km² y se encuentra a una altitud promedio de 2100 m s. n. m., oscilando entre 2000 y 2900 m s. n. m.  y está situada en el llamado Nudo Mixteco, en él confluyen tres de los más importantes sistemas montañosos mexicanos: La Sierra Madre del Sur, La Sierra Madre Oriental y La Faja Volcánica Trans-Mexicana. Por esta razón toda la región se caracteriza por lo abrupto de sus paisajes, en toda su extensión hay un desnivel máximo de 2.118 metros y pendientes muy variables que llegan hasta los 75 grados. Este escabroso paisaje ha condicionado la variedad de ecosistemas que aquí se encuentran y la vida de la población a lo largo de la historia. La construcción de terrazas en siglos anteriores para cultivar es sin duda una práctica obligada para la agricultura ante estas pronunciadas pendientes.
Coixtlahuaca se trata de una región singular dentro del estado de Oaxaca. En ella se dan las condiciones para la existencia de una gran variedad de hábitats debido a su situación en la cuenca alta de los ríos Papaloapan y Balsas, las distintas orientaciones de las cadenas montañosas que en ella se presentan y las tan variables altitudes. 
Las mayores elevaciones se encuentran al oriente del municipio, destacando los cerros de La Monjita (2900 m), El Rocío (2680 m), El cerro Húmedo (2660 m) y forman una sierra que corre de norte a sur como parte de los límites de la mixteca con la Cañada. La parte central de Coixtlahuaca, donde se localizan las mayores poblaciones y la mayoría de los cultivos agrícolas, presenta niveles bastante estables de altura entre los 2.000 y los 2.200 metros. Al centro del municipio el río la culebra ha dado lugar a los llanos de Coixtlahuaca, llanuras agrícolas interrumpidas por lomas y barrancas que se extienden desde el municipio de Nativitas hasta Tepelmeme.

### Hidrografía
Los ríos que existen en  son poco caudalosos y en general estacionales. Esto se debe a que se encuentra en la parte alta de los cursos de dos de los ríos más importantes de México, el Balsas (1.0% del municipio se encuentra en esta cuenca) y el Papaloapan (99% del municipio se encuentra en esta cuenca), de vertiente pacífica y Atlántica respectivamente. Como muestra de la dimensión del problema de la erosión en Coixtlahuaca, la población local afirma que en la estación de lluvias, entre junio y octubre, algunos ríos se vuelven rojos por la cantidad de tierra roja que transportan.

### Suelos
La composición de suelos es variada Luvisol (42.95%), Leptosol (37.85%), Phaeozem (9.96%), Regosol (5.35%) y Vertisol (2.55%). Es muy común que el suelo tenga encima una costra de caliche (mezcla de carbonato cálcico y arcilla) de unos 20 a 60 cm de profundidad cuya procedencia aún no es muy clara.  
Este caliche ha aflorado en gran parte del municipio y de la región en general, por la pérdida del suelo que se encontraba por encima de él tras las intensas y estacionales precipitaciones que se dan en Coixtlahuaca al no existir vegetación que fijase el suelo.  Este material está formado por carbonato cálcico al 90% aproximadamente, es fácilmente disgregable y muy susceptible al esfuerzo cortante; es por lo tanto un material muy susceptible a ser erosionado. Según la historia geológica de la zona, por debajo del caliche se encuentra un material volcánico que ha llegado a aflorar también en Coixtlahuaca. Dicho material es a su vez altamente erosionable debido a lo inherente del material que lo conforma. 
La naturaleza volcánica y metamórfica de suelos existentes en Coixtlahuaca condiciona que exista para la población, que tiene en los acuíferos su fuente de agua, poca humedad potencial subterránea acumulada.  
Los suelos, a nivel general para la Mixteca Norte se puede decir que son de naturaleza básica, con pH comprendidos entre 6,8 y 8,7, en general carecen de materia orgánica y son deficientes en nutrientes inorgánicos. Presentan una textura media, son someros y sujetos a erosión 

### Uso de suelo y vegetación.
El uso de suelo en el municipio es Agricultura (36.89%) y zona urbana (1.34%)  mientras que las principales coberturas vegetales son el Bosque (40.46%), pastizal (12.15%), Chaparral (4.72%) y área sin vegetación (4.44%). Las orientaciones determinan la vegetación que se da en una ladera u otra por los distintos grados de insolación y a su vez por la humedad proveniente del Golfo de México. En Coixtlahuaca se dan numerosamente en todas sus posibilidades, aunque se puede observar una ligera mayoría de orientaciones norte, noreste, sur y sureste. 
El bosque es principalmente de encino, compuesto por especies como Quercus rugosa, Q. mexicana, Q. obtusata, Q.laurina y Q. acutifolia. También pueden encontrarse árboles como el madroño (Arbutus xalapensis) el enebro (Juniperus flaccida), elite (Alnus jorulensis) y algunos reductos de pino (Pinus pseudostrobus). Otras especies comunes son el espadín (Furcraea longaeva), el maguey pulquero (Agave salmiana), nopal chino o de coyote (Opuntia huajuapensis), la pingüica (Arctostaphylos pungens), la tronadora (Tecoma stans), el zotol (Nolina parviflora), maguey papalometl (Agave nuusaviorum, A. potatorum), talxistle (Malacomeles denticulata) y el capulín (Rhus virens).  Este ecosistema es variado en cuanto a cactáceas (encontrándose  Mammillaria haageana, Ferocactus macrodiscus, Mammillaria albilanata, Coryphantha pallida), suculentas (Echeveria rosea, Echeveria gigantea, Sedum dendroideum, Villadia albiflora, Sedum liebmannianum,Echeveria nodulosa ) y epífitas (Tillandsia violacea, Peperomia bracteata, Tillandsia macdougallii, Tillandsia gymnobotrya, Tillandsia prodigiosa, Prosthechea vitellina, Alamania punicea, Tillandsia calothyrsus, Laelia furfuracea, Rhynchostele ehrenbergii, Rhynchostele maculata, Prosthechea karwinskii, entre otras). Este ecosistema se encuentra sobre todo al este del municipio entre las agencias de Estancia y Río Poblano, en los límites con San Miguel Huautla e Ixcatlán aunque también hay pequeñas extensiones en el centro y Oeste.   
Los pastizales cubren gran parte del centro del municipio y se encuentran en las partes más bajas y planas. Este ecosistema se encuentra interrumpido por extensiones de chaparral y matorral xerófito, por lo que su composición es variada. Las principales especies que podemos encontrar huizache (Vachellia schaffneri), chichicastle (Wigandia urens), sanguinaria (Ephedra compacta), lechuguilla (Hechtia oaxacana), maguey de castilla (Agave applanata), nopal (Opuntia lasiacantha), popotito (Gymnosperma glutinosum), amapola (Hunnemannia fumariifolia), árnica (Heterotheca inuloides), Palo azul(Eysenhardtia polystachya), garabato (Mimosa texana), orégano cimarrón (Dalea greggii), capulin (Castela tortuosa).También se pueden encontrar una gran variedad de suculentas y cactáceas como Mammillaria carnea, Mammillaria albilanata, Ferocactus flavovirens, Mammillaria mystax, Coryphantha pallida, Agave triangularis, Coryphantha pseudoradians, entre otras.   
El chaparral se encuentra disperso por pequeñas áreas dentro del municipio y es el ecosistema más fragmentado. Su principal característica es su baja altura (menor a 5m) y que es muy difícil caminar entre el debido a lo cerrado de las especies que lo componen. Las principales especies que se pueden encontrar son:  pingüica (Arctostaphylos pungens), nariz de lobo (Comarostaphylis polifolia), chapulixtle (Dodonaea viscosa), chepito (Clinopodium mexicanum), romerillo (Leucophyllum pringlei), consuelda (Pittocaulon praecox), palma (Brahea dulcis), tehuizote (Dasylirion serratifolium), ramón (Cercocarpus macrophyllus), palo zorrillo (Ceanothus pauciflorus).  A pesar de que las especies antes mencionadas ocupan grandes extensiones dentro del chaparral, el género principal que compone a este ecosistema es Quercus, sin embargo no existe una identificación clara de cuales especies se encuentran presentes en dicho ecosistema.   
La agricultura es principalmente se subsistencia y los cultivos intensivos son principalmente de jitomate en invernaderos. Los cultivos más comunes son maíz, frijol, calabaza, haba, trigo, avena, cebada, alfalfa, la mayor parte de ellos de temporal ya que las escasas fuentes de agua no permiten la agricultura de riego. Existen escasas extensiones de agricultura tecnificada y aun persiste la utilización de yuntas de bueyes o mujas para arar la tierra. Sistemas tradicionales de cultivo como la milpa, la agricultura en terrazas o el cajeteo persisten en muchas comunidades y zonas donde la maquinaria no puede acceder.  Es común la rotación de cultivos y la fertilización con abono del ganado de los mismos agricultores. En los linderos de las parcelas es común la plantación de árboles frutales (manzano, pera, durazno, ciruela, higo, nogal, granada, níspero, tejocote, aguacate) o especies forestales (Quercus, Juniperus, magueyes, nopales o cactáceas)a manera de cerca viva para delimitar parcelas y obtener otros productos de los terrenos.    
También es común que en las cercanías de las casas y áreas habitadas se tengan huertos de traspatio donde se cultiva una amplia variedad de vegetales: nopalitos, calabacitas, zanahoria, rábano, nabo, betabel, cilantro, tomate, jitomate, brócoli, lechuga, coliflor, frijol ejotero, haba, chicharos, acelgas, espinacas. Estos son normalmente para autoconsumo y el excedente se comercializa entre los propios vecinos de las comunidades, donde son muy apreciados por ser orgánicos. Estos huertos son fertilizados con compostas caseras, abonos del ganado de los mismos agricultores, cenizas residuales de las estufas de leña y abono de monte.  También es posible encontrar cultivos de cempasúchil en determinadas épocas del año.    
Muchas zonas del municipio se encuentran profundamente erosionadas y sin cubierta vegetal. En los últimos años se han realizado grandes esfuerzos no solo a nivel municipal, sino regional, para disminuir la gran problemática ambiental que se ha venido arrastrando desde el siglo pasado. En la actualidad se muchas áreas del municipio se encuentra cubiertas por reforestaciones, principalmente de Pinus greggii y Pinus psedostrobus obteniendo buenos resultados.

### Fauna
En cuanto a la fauna es posible encontrar aves como petirojo (Pyrocephalus rubinus), carpintero (Melanerpes formicivorus, Melanerpes hypopolius), cuile (Toxostoma curvirostre), centzontle (Mimus polyglottos), cocuí (Aphelocoma woodhouseii), gorrión (Haemorhous mexicanus, Piranga flava, Phainopepla nitens, Spizella atrogularis), jilguero (Spinus psaltria), águila (Buteo jamaicensis), quebrantahuesos(Caracara plancus), calandria (Icterus parisorum, Piranga ludoviciana, Icterus wagleri), paloma (Columbina inca, Streptopelia decaocto, Zenaida asiatica), tecolote (Psiloscops flammeolus), cuervo (Corvus corax), mirlo (Turdus migratorius), chupamirto (Basilinna leucotis, Phaeoptila sordida, Selasphorus platycercus, Calothorax lucifer), gavilán (Falco columbarius, Accipiter cooperii, Accipiter striatus), correcaminos (Geococcyx velox), carachicha (Melozone albicollis), zopilote (Cathartes aura)entre otras.   
Los reptiles que se pueden encontrar son víbora de cascabel (Crotalus molossus), lagartija (Sceloporus aureolus, Sceloporus formosus, Sceloporus spinosus, Sceloporus grammicus, Sceloporus megalepidurus), escorpión (Abronia mixteca, Barisia planifrons, Aspidoscelis mexicanus), camaleón (Phrynosoma orbiculare), lavoncillo (Plestiodon brevirostris), abaniquillo (Anolis quercorum) y culebras (Thamnophis cyrtopsis, Conopsis acuta, Thamnophis conanti).   
Se pueden encontrar mamíferos como venado (Odocoileus virginianus), coyote (Canis latrans), conejo (Sylvilagus cunicularius), mapache (Procyon lotor), lince (Lynx rufus), murciélago (Lasiurus cinereus, Eptesicus fuscus), liebre(Lepus callotis), ardilla voladora (Glaucomys volans), tlacuache (Didelphis virginiana), zorrillo (Mephitis macroura, Conepatus leuconotus, Spilogale angustifrons), cacomixtle (Bassariscus astutus), zorra gris (Urocyon cinereoargenteus), armadillo (Dasypus novemcinctus), comadreja (Otospermophilus variegatus), jabalí (Pecari tajacu) entre otros.   
La ganadería es mayormente de tipo intensivo, sobre todo de animales medianos como ovejas y cabras. El ganado vacuno es criado con fines económicos y para ayuda en el campo, como parte de la yunta. Los machos suelen ser castrados para obtener novillos y las vacas ayudan a mantener el hato de modo que son un tipo de seguro económico para las familias. Algunos ganaderos los crían para participar en jaripeos o rodeos regionales.    
Los ovinos y caprinos son criados para venderse en pie, y es posible encontrar rebaños de hasta 200 animales pastando en algunas áreas del municipio, normalmente con ayuda de perros o caballos. La crianza intensiva de estos animales es lo que ha provocado un deterioro grave del suelo en muchas zonas, sin embargo constituye una importante fuente de ingresos (en ocasiones la única) de muchas familias. Se pueden encontrar también burros y mulas utilizados como animales de carga y cerdos criados como animales de traspatio así como gallinas, guajolotes, gansos y patos.    
En la actualidad se han establecido algunas granjas de pollos y cerdos en el municipio y zonas aledañas sin embargo cuentan con poca aceptación por parte de la población, quienes lo ven como la causa de la disminución de las lluvias debido al bombardeo de nubes que suelen llevar a cabo.    

## Clima
El clima es muy variado a lo largo del municipio: Templado subhúmedo con lluvias en verano, menos húmedo (38.69%), templado subhúmedo con lluvias en verano, de humedad media (35.21%) y semiseco templado (26.10%). Los climas templados se encuentran principalmente en las montañas al oriente del municipio mientras que el clima árido y cálido está presente en el valle. El clima es un importante factor condicionante de la vegetación, de la fauna y de los asentamientos humanos.  
| Climograma de San Juan Bautista Coixtlahuaca | Climograma de San Juan Bautista Coixtlahuaca | Climograma de San Juan Bautista Coixtlahuaca | Climograma de San Juan Bautista Coixtlahuaca | Climograma de San Juan Bautista Coixtlahuaca | Climograma de San Juan Bautista Coixtlahuaca | Climograma de San Juan Bautista Coixtlahuaca | Climograma de San Juan Bautista Coixtlahuaca | Climograma de San Juan Bautista Coixtlahuaca | Climograma de San Juan Bautista Coixtlahuaca | Climograma de San Juan Bautista Coixtlahuaca | Climograma de San Juan Bautista Coixtlahuaca |
| --- | -------------------------------------------- | -------------------------------------------- | -------------------------------------------- | -------------------------------------------- | -------------------------------------------- | -------------------------------------------- | -------------------------------------------- | -------------------------------------------- | -------------------------------------------- | -------------------------------------------- | -------------------------------------------- |
| E | F                                            | M                                            | A                                            | M                                            | J                                            | J                                            | A                                            | S                                            | O                                            | N                                            | D                                            |
| 4.4 22 5 | 5.3 24 5                                     | 11.2 26 8                                    | 27.0 27 9                                    | 66.3 27 10                                   | 121.8 24 10                                  | 73.0 22 10                                   | 77.4 23 10                                   | 16.5 22 10                                   | 36.9 22 9                                    | 9.8 22 7                                     | 4.9 21 5                                     |
| temperaturas en °C • totales de precipitación en mm |                                              |                                              |                                              |                                              |                                              |                                              |                                              |                                              |                                              |                                              |                                              |
| Conversión sistema imperial\| E \| F \| M \| A \| M \| J \| J \| A \| S \| O \| N \| D \| \| 0.2 72 40 \| 0.2 74 41 \| 0.4 79 46 \| 1.1 81 49 \| 2.6 80 50 \| 4.8 75 51 \| 2.9 72 50 \| 3 73 50 \| 0.6 72 50 \| 1.5 71 47 \| 0.4 72 44 \| 0.2 71 41 \| \| temperaturas en °F • totales de precipitación en pulgadas \| \| \| \| \| \| \| \| \| \| \| \| |                                              |                                              |                                              |                                              |                                              |                                              |                                              |                                              |                                              |                                              |                                              |
| E | F                                            | M                                            | A                                            | M                                            | J                                            | J                                            | A                                            | S                                            | O                                            | N                                            | D                                            |
| 0.2 72 40 | 0.2 74 41                                    | 0.4 79 46                                    | 1.1 81 49                                    | 2.6 80 50                                    | 4.8 75 51                                    | 2.9 72 50                                    | 3 73 50                                      | 0.6 72 50                                    | 1.5 71 47                                    | 0.4 72 44                                    | 0.2 71 41                                    |
| temperaturas en °F • totales de precipitación en pulgadas |                                              |                                              |                                              |                                              |                                              |                                              |                                              |                                              |                                              |                                              |                                              |

Lo más característico del clima de la región es la estacionalidad de las lluvias. Las precipitaciones están repartidas a lo largo del año de manera que hay una época seca, que comienza en octubre hasta mayo seguida de una época húmeda durante los meses complementarios, entre mayo y octubre. 
Los vientos alisios, son la principal fuente de humedad en las partes internas del estado de Oaxaca, tanto de la región Mixteca como de las regiones Valles Centrales y Cañada. Estos vientos soplan de una dirección NE y E y se mueven desde el golfo de México, donde recogen humedad, hacia el interior del estado de Oaxaca. El resto de vientos que existen el resto del año no aportan apenas humedad. 
En su camino, entran al valle Coixtlahuaca por su extremo este donde se encuentran con la formación montañosa de mayor altura desde que entraron al continente (2900 m). Allí, gran parte de la humedad que llevan, precipita en forma de lluvia de manera que a continuación, siguiendo hacia al oeste, casi no producen nuevas precipitaciones provocando la aparición de zonas áridas y semiáridas.
Las precipitaciones durante la época de lluvia, según la población, son en forma tormentosa, duran poco tiempo pero con mucha intensidad. Durante la época seca pueden ocasionarse algunas lluvias debidas a los vientos del norte, masas de aire frío que pueden provocar precipitaciones al encontrarse masas de aire caliente, esto puede provocar granizadas y lluvias ocasionales en los meses de marzo, abril y mayo.
Ocasionalmente puede entrar humedad con orígenes distintos a los explicados, pero siempre tendrá que superar la condición de aislamiento causada por los accidentes orográficos que delimitan el Valle de Coixtlahuaca, la precipitación anual oscila entre 500 – 1 000 mm anuales. 
En cuanto a las temperaturas, las máximas anuales oscilan entre los 40 °C en los puntos más bajos  y los 25 °C en los más meridionales y elevados. En cuanto a las temperaturas mínimas anuales, éstas oscilan entre 6 y -8 °C entre los mismos puntos que las temperaturas máximas.
La temperatura también tiene una marcada estacionalidad, distinguiéndose una temporada cálida que va de marzo a septiembre y una temporada fría de octubre a febrero. En la temporada fría son comunes las heladas y los días lluviosos y nublados.   
| Parámetros climáticos promedio de San Juan Bautista Coixtlahuaca (estación climatológica 20143 Suchixtlahuaca-Quiotepec ), normales 1991–2020. | Parámetros climáticos promedio de San Juan Bautista Coixtlahuaca (estación climatológica 20143 Suchixtlahuaca-Quiotepec ), normales 1991–2020. | Parámetros climáticos promedio de San Juan Bautista Coixtlahuaca (estación climatológica 20143 Suchixtlahuaca-Quiotepec ), normales 1991–2020. | Parámetros climáticos promedio de San Juan Bautista Coixtlahuaca (estación climatológica 20143 Suchixtlahuaca-Quiotepec ), normales 1991–2020. | Parámetros climáticos promedio de San Juan Bautista Coixtlahuaca (estación climatológica 20143 Suchixtlahuaca-Quiotepec ), normales 1991–2020. | Parámetros climáticos promedio de San Juan Bautista Coixtlahuaca (estación climatológica 20143 Suchixtlahuaca-Quiotepec ), normales 1991–2020. | Parámetros climáticos promedio de San Juan Bautista Coixtlahuaca (estación climatológica 20143 Suchixtlahuaca-Quiotepec ), normales 1991–2020. | Parámetros climáticos promedio de San Juan Bautista Coixtlahuaca (estación climatológica 20143 Suchixtlahuaca-Quiotepec ), normales 1991–2020. | Parámetros climáticos promedio de San Juan Bautista Coixtlahuaca (estación climatológica 20143 Suchixtlahuaca-Quiotepec ), normales 1991–2020. | Parámetros climáticos promedio de San Juan Bautista Coixtlahuaca (estación climatológica 20143 Suchixtlahuaca-Quiotepec ), normales 1991–2020. | Parámetros climáticos promedio de San Juan Bautista Coixtlahuaca (estación climatológica 20143 Suchixtlahuaca-Quiotepec ), normales 1991–2020. | Parámetros climáticos promedio de San Juan Bautista Coixtlahuaca (estación climatológica 20143 Suchixtlahuaca-Quiotepec ), normales 1991–2020. | Parámetros climáticos promedio de San Juan Bautista Coixtlahuaca (estación climatológica 20143 Suchixtlahuaca-Quiotepec ), normales 1991–2020. | Parámetros climáticos promedio de San Juan Bautista Coixtlahuaca (estación climatológica 20143 Suchixtlahuaca-Quiotepec ), normales 1991–2020. |
| Mes | Ene. | Feb. | Mar. | Abr. | May. | Jun. | Jul. | Ago. | Sep. | Oct. | Nov. | Dic. | Anual |
| --- | --- | --- | --- | --- | --- | --- | --- | --- | --- | --- | --- | --- | --- |
| Temp. máx. abs. (°C) | 32 | 30 | 35 | 37 | 39 | 41 | 38 | 37 | 33 | 34 | 33 | 28 | 41 |
| Temp. máx. media (°C) | 19.8 | 22.3 | 25.2 | 27.6 | 27.1 | 24.3 | 22.6 | 23 | 22.3 | 21 | 19.9 | 20.1 | 22.93 |
| Temp. media (°C) | 12.7 | 14.4 | 16.6 | 18.9 | 19.1 | 17.8 | 16.7 | 16.9 | 16.7 | 15.1 | 13.6 | 12.9 | 15.95 |
| Temp. mín. media (°C) | 5.6 | 6.6 | 8 | 10.3 | 11.2 | 11.4 | 10.8 | 10.8 | 11 | 9.2 | 7.2 | 5.8 | 8.99 |
| Temp. mín. abs. (°C) | -6 | -3 | -1 | 1 | 2.0 | 2 | 5 | 3 | 0 | 0 | -2.5 | -4 | -6.0 |
| Precipitación total (mm) | 33.8 | 20.2 | 44.2 | 75.2 | 237.8 | 332.1 | 295.7 | 183.4 | 471.9 | 220.8 | 75.6 | 57.1 | 2047.80 |
| Días de precipitaciones (≥ 1 mm) | 0.6 | 0.9 | 1.7 | 2.6 | 5.9 | 9.3 | 6.4 | 7.2 | 8.5 | 4.7 | 1.3 | 0.4 | 49.5 |
| Fuente n.º 1: Servicio Meteorológico Nacional México                                                                                           | | | | | | | | | | | | | |
| Fuente n.º 2: Comisión Nacional del Agua | | | | | | | | | | | | | |

## Demografía
La población de Coixtlahuaca es exclusivamente rural ya que no hay ninguna localidad en toda su extensión que supere los 5.000 habitantes. Los pueblos y comunidades son de tamaño variable, con calles no asfaltadas en la gran mayoría de los casos. Las construcciones cambian según la zona y los recursos que dispongan los habitantes en las cercanías. A lo largo de Coixtlahuaca se ven casas construidas con distintos materiales según el nivel económico del pueblo y de los recursos de los alrededores. Así, se pueden ver casas construidas de madera de la especie que más abunde por esa zona, de adobe, de ladrillo, con chapas metálicas o de cantera elaborada a partir del caliche que se comenta en el apartado de suelos. 
La población total de San Juan Bautista Coixtlahuaca en 2020 fue 2,725 habitantes, siendo 51.8% mujeres y 48.2% hombres, la mitad de la población tiene 34 años o menos. Las principales poblaciones son San Juan Bautista Coixtlahuaca (1209 hab), La estancia (284 hab) y Río Blanco (209 hab). 
Según INEGI para el año 2020 el 6.18% de la población total del municipio habla alguna lengua indígena, de estos el 80.9% habla chocholteco y el 12.5% habla mixteco. 
Los rangos de edad que concentraron mayor población fueron 10 a 14 años (312 habitantes), 5 a 9 años (228 habitantes) y 15 a 19 años (222 habitantes). Entre ellos concentraron el 28% de la población total.
Para 2020 existían un total de 835 viviendas particulares habitadas, de las cuales solo el 20.6% tenía agua entubada, el 70.9% cuenta con drenaje, 95.2% cuenta con servicio sanitario, el 94.3% cuenta con energía eléctrica, el 75.9% cuenta con tinaco y solo el 12.6% con cisterna o aljibe. En cuanto a tecnologías de comunicación, el 60.7% cuenta con celular, el 30.1% cuenta con televisión de paga, el 22.3% cuenta con internet, el 17.4% cuenta con teléfono fijo y solo el  8.3% cuenta con computadora.  

## Patrimonio cultural[9]
Coixtlahuaca tiene un amplio legado cultural fruto de su larga historia, importancia económica y un largo sincretismo entre la cultura choholteca y la religión católica así como de la abundancia de recursos naturales y las actividades económicas.  

### Gastronomía
La combinación de distintas culturas a lo largo de los años (mixtecos, chocholtecos, ixcatecos españoles) además de antaño tener un importante papel de mercado prehispánico ha resultado en una amplia oferta gastronómica: el más típico es la Barbacoa de chivo o borrego el cual es cocido en un horno de tierra o piedra, envuelto en pencas de maguey y cocido toda la noche. Normalmente es acompañado de pozole o masita, consomé así como un cocido de las vísceras como el hígado, el riñón y el estómago de los animales.  pozole, mole, chile-atole, tamales de mole, frijol del bola. 
Dulces: En cuanto a los postres, se elabora dulce de trigo con panela, Pinole de Maíz tostado con panela.
Bebidas: Como complemento las bebidas alcohólicas se encuentra el pulque bebida preparada con aguamiel de maguey fermentado y los preparados de alcohol como son los amargos.

### Ecoturismo
Uno de los lugares más emblemáticos para visitar es sin duda la comunidad de San José La Estancia. En la comunidad existen diversos lugares que por su misma naturaleza asombran tanto al visitante como a los lugareños. A pesar de la región en que la comunidad está ubicada, existen pequeños "oasis" de naturaleza asombrosa, dentro de los cuales están la Piedra Iglesia, la Laguna del Rocio; el Santuario Marino, el cerro Pelón así como el "Río Grande". Todos estos lugares nos muestran vistas maravillosas de la comunidad envolviéndonos totalmente en su entorno rural-natural que al mismo tiempo nos invita a recorrer y a respirar aire fresco; sin duda La Estancia posee grandes atractivos naturales que no podemos dejar de visitar cuando arribemos a la comunidad.   

#### La piedra iglesia
Este ha sido uno de los sitios favoritos de los lugareños y de los pocos afortunados visitantes, por visitar en compañía de familia y amigos; además de que podemos admirar la belleza misma de las rocas, estando en la cima se puede observar a distancia los asentamientos de los poblados colindantes, regalándonos así paisajes inigualables.
Al ir subiendo por el cerro encontraremos primero la roca pequeña, llamada por algunos "La Capilla", esta mide aprox. 10 m de alto y aunque su formación es menos exuberante igual podemos admirar su coloración gris-claro con manchones blancos, rodeada de encinos y enebros que a su vez sostienen maravillosa vegetación, como lo son las bromelias (localmente llamadas zoluches).
Una vez en la cima encontraremos la otra imponente formación rocosa que en una parte asemeja una estela de piedras encimadas y por el otro un conjunto de piedras unidas y al pie de ellas un abismo o sótano de tal profundidad que si se arroja una pequeña piedra se oirá su caída por más de un minuto.

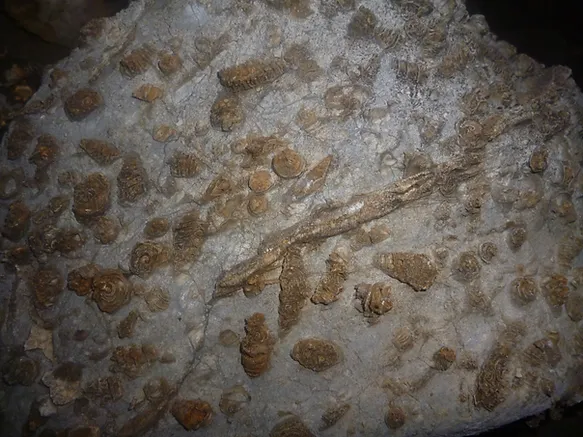
Fósil de caracol marino en el Santuario marino

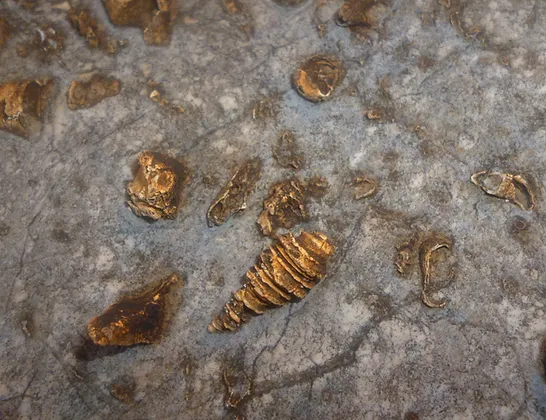
Fósiles de caracoles marinos perfectamente conservados.

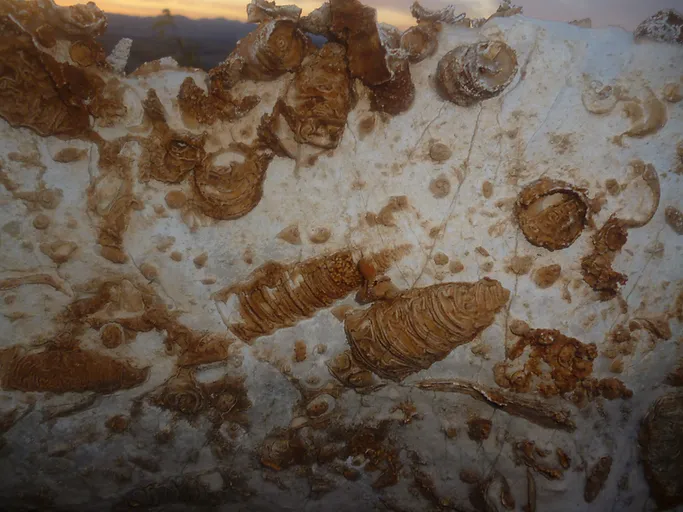
Fósiles marinos perfectamente conservados y de gran belleza.

#### El santuario marino
El lugar lleva este nombre debido a los fósiles petrificados que se encontraron en este sitio; aunque en otros lugares de la misma comunidad igual se pueden encontrar dichos restos fosilizados, es aquí en donde se encuentran con mayor notoriedad y número.
El lugar fue resguardado hace apenas unos cuantos años, y aunque los mismos habitantes ya tenían conocimiento  de la existencia de estas rocas con restos fosilizados, no fueron ellos quienes difundieron la noticia del hallazgo, sino que esta difusión se dio a través de un grupo de estudiantes  visitantes, quienes al percatarse ocurrieron llevándose algunas piezas. Desde este hecho el área se ha protegido de tal manera que se pueda ser visitado y al mismo tiempo resguardado debido a la importancia y significado del lugar.
Piedras halladas en la mixteca oaxaqueña podrían demostrar que hace millones de años la región pudo ser un santuario marino. Según funcionarios, hace 400 millones de años, la tierra estaba cubierta por agua. (MARIO MARTÍNEZ. EL UNIVERSAL)

### El Convento
En tiempos prehispánicos Coixtlahuaca fue importante centro religioso, sitio del celebrado templo de Quetzalcóatl, la Serpiente emplumada.  Cuando los dominicos llegaron aquí en 1540, se apropiaron del elevado templo para construir su monasterio. El fraile arquitecto Antonio de Serna elaboró los planos y la construcción estuvo en curso para el final de la década, aunque el convento fue terminado hasta 1570.
El monasterio se alza sobre la antigua plataforma, la cual estaba laboriosamente tallada en el lado este de la colina y construida en el oeste. El alargado atrio llena por completo el sitio, sin embargo las construcciones del monasterio están agrupadas hacia el sur. Siguiendo un arenoso camino rodeado de árboles que corta a través del atrio desde la discreta puerta del norte, la primera estructura a la que llegamos es la elegante capilla abierta.
Desde la modesta portería hay esculpida una entrada que nos da acceso al convento de distribución irregular. A pesar de ser más modesto que las réplicas en Cuilapan o Yanhuitlán, el claustro tiene una satisfactoria simpleza. Únicamente el nivel de abajo está intacto, sus arcos acanalados recargados en pesados pilares sobre simples y cuadrados contrafuertes, ligados a medias columnas. Una larga espina dorsal moldurada corre a lo largo de las bóvedas de los pasillos del claustro, unida a intervalos por poderosas nervaduras brotando desde la enorme ménsula.
Tiene una variedad de puertas decorativas: algunas molduras enmarcas con alfiz y arcos ojivales isabelinos están dispersos en todo el convento. Una puerta del claustro está complejamente tallada con dibujos en relieve de volutas y follaje. Su portal acompañante, arriba subiendo la escalera para el coro, está coronada por un pronunciado candelabro alfiz, encerrando un sinuoso dibujo de cardo. Nótese el fino pliegue de hilo de la puerta.
Aunque las arcadas del nivel superior del claustro se han perdido, el visitante puede explorar todavía este nivel escalando la señorial escalera del lado sur. Mucho de lo que resta del monasterio se encuentra en ruinas. En el sur nada queda, pero las catacumbas parecen cámaras debajo de las desmoronadas arcadas.
De todos los monasterios de Oaxaca, Coixtlahuaca es el menos alterado a pesar de su descuidado interior.
La ornamentación del templo está estrictamente confinada a la fachada oeste y a la portada norte. Aunque ambas fachadas están clásicamente compuestas con largas puertas y rosetones, sus programas esculturales son diferentes y sus efectos globales totalmente distintos.

##### Portada principal
Mientras se encuentran motivos platerescos en la portada norte, la portada principal es más clásica. Basado en diseños renacentistas del arquitecto Sebastiano Serlio, las pronunciadas formas de su retablo tienen autoridad clásica, especialmente cuando la intensa luz del día se refleja en ellas.
Arcos y pilastras artesonados ricamente grabados en relieve con rosetones en lugar de diamantes enmarcan la imponente puerta. La inscripción en latín del friso data de 1576, probablemente para conmemorar la terminación de la fachada. El frontón triangular de arriba encierra un magnífico bajorrelieve del escudo imperial de armas español, enmarcado por el águila bicéfala de Habsburgo.
El rosetón de arriba es casi idéntico que el de la portada norte y está flanqueado por dos calles que alojan nichos dispuestos en forma ascendente en ambos lados de la fachada. Cada nicho está esculpido con alados querubines y cruces espinosas en algunas variaciones, enriqueciendo enormemente la textura de la fachada.
La grada de arriba fue tal vez añadida después. La estatua decapitada del centro representa a Santo Domingo cargando la iglesia. Arriba de él vuela la paloma del Espíritu Santo, ahora también sin cabeza, de quién las alas extendidas recuerdan las águilas del intradós en la capilla abierta.
Grandes medallones renacentistas, con estilizados bustos de eminentes dominicos, llenan los compartimientos exteriores.
La única torre del sur es típicamente oaxaqueña, ornamentada con una cúpula tejada y pilastras aplicadas en un estilo jónico.

##### Portada norte
Es la más antigua y original de las portadas: se trata de un tapiz plateresco en piedra, tejido por hábiles manos indígenas. La enorme puerta es convencionalmente dominica, y su arco biselado está perfilado por un revestimiento de cantera en punta de diamante. Cruces de flores de lis, idénticas a las de la capilla adyacente, sobresalen en altorrelieve desde los tímpanos.
Un trío de figuras, no muy comunes, en relieve ocupan el frontón arriba de la puerta. Juan el Bautista, con una inscripción identificándolo como el Santo Patrón de Coixtlahuaca, está en el centro; San Pedro y San Pablo se encuentran a ambos lados. La rígida postura, estilizada vestimenta y pies doblados hacia delante sobre las peanas de soporte dan a las figuras una apariencia medieval, semejando los relieves de la puerta norte de Huaquechula. Esto puede reflejar su origen común en la influencia flamenca.
El rosetón en la parte alta de la fachada es raro en las iglesias mexicanas. Aquí ha sido modificada la forma básica del gótico por detalles geométricos en motivos clásicos. Rosetones en bandas artesonadas rodean las aberturas y adornan los 12 pétalos exteriores del diseño.
Pero la característica más interesante de la portada norte son los relieves que flanquean el rosetón. Éstos representan los instrumentos de la pasión arreglados en una composición de códice.
El sol, la luna y las estrellas rodean el crucifijo central con complementos de objetos asociados con la crucifixión: la corona de espinas, el látigo, la escalera, el gallo, el velo de Verónica y detalles menos frecuentemente pintados, como las 30 piezas de plata extendidas en una banda en lo alto y conversaciones que salen de las bocas de dos soldados romanos.

##### Interior de la iglesia
El espacioso interior de Coixtlahuaca hace pareja a la grandeza de Yanhuitlán. Magníficas bóvedas en forma circular cubren los cuatro tramos. Sus radiantes nervaduras -moldeadas, grabadas y pintadas con diseños florales- crean colorido a lo largo de la nave. La crucería está delicadamente esculpida con cruces dominicas blancas y negras, santos y escenas diminutas de la crucifixión, detalles mejor observados desde el elevado coro.
La bóveda de sotocoro es más fácil de examinar. Aquí podemos admirar la festiva y barroca puerta a la capilla de la Virgen de Guadalupe (formalmente, el bautisterio), su intradós pintado se lanza contra un par de columnas en espiral.
En vez del angosto santuario artesonado que está en Yanhuitlán, Coixtlahuaca puede vanagloriarse de tener un extenso ábside techado por una gran bóveda acanalada, proporcionando una ideal colocación al magnífico altar principal.

##### Altar principal
El deslumbrante altar principal es el foco artístico y religioso de la iglesia. La ornamentación barroca de su estructura en blanco y oro elevan cinco niveles, con molduras de un exuberante follaje y roleos, está dividido en cinco calles por complejas columnas estípite.
Como en Yanhuitlán, el altar o retablo principal es un escaparate de varias pinturas y esculturas de un retablo más viejo del siglo XVI. Unas pocas columnas renacentistas sobrevivientes del armazón más antiguo pueden ser identificadas por su estampado, acanalados fustes y capiteles jónicos. De los 14 entrepaños pintados, 11 son atribuidos al maestro del siglo XVI, Andrés de la Concha.
Ocupando los compartimientos exteriores de los tres entrepaños más bajos, están ilustrados muchos de los mismos episodios de la vida de Cristo que vimos en Yanhuitlán: La anunciación, La adoración de los pastores, La adoración de los Reyes Magos, La presentación en el templo y La resurrección.
Las composiciones son sorprendentes, con figuras animadas en el estilo de Tintoretto, realzadas por frescos azules, verdes y violetas. La anunciación está en el entrepaño inferior a la derecha y es particularmente conmovedor: el arcángel Gabriel se inclina y se aproxima a la graciosa Virgen, quien modestamente baja la mirada. En el lienzo de la ascensión, la imponente angular y el fondo morado.
Simón Pereyns, el maestro flamenco quien colaboró con De la Concha en Yanhitlán y creó el altar de Huejotzingo, pudo haber esculpido varias figuras en Coixtlahuaca. Varios santos, apóstoles y doctores de la iglesia están representados en poses autoritarias con elocuentes caras y exuberantes vestimentas. Juan el Bautista, al centro, es un santo con porte heroico y expresivas facciones.
Algunos otros detalles de interés se ubican a los lados de la nave y a lo largo de ésta. Cerca de la sacristía, al lado sur, hay un altar de un estilo de transición entre el renacentista y el barroco. La Virgen del Rosario está junto a escenas de la pasión en un enmarcamiento clásico de columnas acanaladas. Una amplia arcada encuadra la capilla delantera como una embocadura, creando un dramático escenario para ceremonias religiosas y misas al aire libre.
Como en Teposcolula, la capilla está reforzada en el frente por ensanchados arbotantes. Desafortunadamente, las elegantes columnas acanaladas que sostenían el arqueado contrafuerte han sido llenadas con burda mampostería, tanto, que el altísimo efecto de la capilla original ha sido enormemente disminuido. La majestuosa bóveda poligonal, que una vez coronó al santuario, ha caído; sus rotas nervaduras melladas contra el cielo abierto. En una escala menor, el recientemente renovado techo de la sacristía adyacente nos da una idea de la grandeza de la bóveda del santuario.
En contraste a su arquitectura clásica, la escultura en relieve de la capilla tiene un fuerte sabor indígena. Aquí en Coixtlahuaca encontramos símbolos usados en temas prehispánicos por artistas indígenas en Oaxaca. Los nativos escultores de piedra -tequitqui- tallaron un relieve plano en donde predomina el escultórico detalle. El curveado friso de águila con las alas extendidas entrelaza con bordes de serpientes emplumadas todos en el intradós. Imágenes que traen a la mente el culto a Quetzalcóatl, cuyo santuario estuvo de pie en este sitio. Ángeles primitivos, usando coronas y togas medievales, encabezan los capiteles de soporte, mientras medallones blasonados con la cruz de Alcántara decoran los tímpanos.